# Inter-Switch Link
Inter-Switch link (ISL) — протокол межкоммутационного канала, проприетарный протокол в коммутаторах и маршрутизаторах компании Cisco Systems, предназначенный для передачи информации о принадлежности трафика к VLAN. Был разработан до принятия стандарта IEEE 802.1Q, в настоящее время более не поддерживается (может встретиться только на старом оборудовании). Используется для стандартов Fast Ethernet (100 Mb/s) и Gigabit Ethernet (1000 Mb/s).
При ISL инкапсуляции к оригинальному кадру (frame) добавляется заголовок ISL, в котором содержится информация о принадлежности трафика к VLAN. Оригинальный пакет остается в неизменном виде, а также в конце кадра добавляется новая контрольная сумма FCS (Frame Check Sequence). Контрольная сумма оригинального пакета остается БЕЗ изменений. Затем полученный кадр передается в магистральный канал. На приемной стороне, заголовок ISL удаляется и кадр пересылается в назначенный VLAN.
Формат кадра ISL:
DA — Destianation Address (адрес получателя), здесь используется мультикаст-адрес, что и является сигналом для получателя, что кадр инкапсулирован с помощью ISL. Используются адреса «0x01-00-0C-00-00» или «0x03-00-0c-00-00».
TYPE — поле типа, 4 бита, указывает протокол 2-го уровня, инкапсулированный в пакет. Возможные варианты:
- 0000 — Ethernet
- 0001 — Token-Ring
- 0010 — FDDI
- 0011 — ATM

USER — пользовательские данные, используются для расширения значения поля типа. Для Ethernet-кадров в этом поле записывается приоритет кадра при прохождении через свитч:
- XX00 — Normal Priority
- XX01 — Priority
- 1XX10 — Priority 2
- XX11 — Highest Priority

SA — Source Address, адрес источника. Устанавливается MAC-адрес порта каталиста, отправившего данный кадр. Получателем данное поле может игнорироваться.
LEN — Length, длина. Сохраняет длину пакета целиком, в байтах, кроме полей DA, TYPE, USER, SA, LEN, FCS. В итоге получается длина все кадра вместе с инкапсуляцией минус 18 байтов.
AAAA03 (SNAP) — Subnetwork Access Protocol (SNAP) and Logical Link Control (LLC) — поле содержит константу 0xAAAA03
HSA — High Bits of Source Address, содержит старшие биты (3байта = 24 бита) производителя (код производителя) поля SA (адрес коммутатора-отправителя), содержит постоянное значение 0x00-00-0C (код Cisco).
VLAN — Destination Virtual LAN ID, номер влана получателя. 15-битовое поле, часто упоминается как «цвет» («color») фрейма.
BPDU — Bridge Protocol Data Unit and Cisco Discovery Protocol Indicator, индикатор пакета BPDU и CDP. Устанавливается в 1 при передаче инкапсулированных пакетов VTP и CDP.
INDX — Index, индекс. Указывается индекс порта-отправителя на коммутаторе. Используется только для диагностических целей, может быть установлено в любое значение отправителем (другим девайсом). 16-битовое значение, игнорируется получателем.
RES — Reserved for Token Ring and Fiber Distributed Data Interface (FDDI), резервное поле для протоколов TR и FDDI. 16 бит. Для пакетов протокола Ethernet должны быть все нули, для протокола TR в данном поле размещаются значения полей AC (Access Control) FC (Frame Control) оригинального кадра. Для протокола FDDI поле FC размещается в младших битах данного поля (пример: FC = 0x12 -> RES = 0x0012)
ENCAPSULATED FRAME — оригинальный кадр (до инкапсуляции), включается свою собственную CRC — оригинальное, не измененное значение. Данное значение имеет смысл ТОЛЬКО после деинкапсуляции. Длина инкапсулированного кадра может быть от 1 до 24575 байтов для Ethernet, Token Ring, FDDI пакетов. После получения кадра и деинкапсуляции устройство-получатель использует инкапсулированный кадр без изменений, в соответствии с номером VLAN получателя.
FCS — Frame Check Sequence, поле контрольной суммы. 4 байта. Создается устройством-отправителем ISL-кадра, рекалькулируется коммутатором-получателем для контроля целостности передачи. При вычислении данного поля используются поля DA, SA, Length/Type, Data созданного пакета. Вычисляется ПОСЛЕ присоединения заголовка ISL, контрольная сумма добавляется в конец кадра. Вычисление данного поля НЕ имеет отношения к полю FCS оригинального кадра (неинкапсулированного).
Размер ISL кадра
Кадр, инкапсулированный в ISL «подрастает» на 30 байтов — 26 байтов заголовок плюс 4 байта контрольная сумма. Минимальный размер пакета из всех возможных технологий — FDDI, 17 байтов. Следовательно, минимальный пакет ISL может быть 47 байтов. Максимальный размер для всех технологий — 17848 байтов для Token Ring, следовательно, максимальный пакет ISL может быть 17848 байтов, плюс 39 байтов ISL заголовка минус 1 байт при отбрасывании поля AC, что дает 17886 байтов. Для технологии Ethernet размер кадра может варьироваться от 94 до 1548 байтов.
Также возрастает качество передачи, так как подсчет контрольной суммы производится дважды — в оригинальном кадре и в уже инкапсулированном. Это довольно просто реализуется в коммутаторах, однако создает дополнительные сложности производителям маршрутизаторов и сетевых плат (NICs — Network Interface Cards).

## Особенности
- ISL использует свой формат кадра Ethernet, в связи с чем не совместим с оборудованием, не «понимающим» ISL (IEEE 802.1Q не модифицирует служебные заголовки кадра, так что оборудование, не понимающее стандарт IEEE 802.1Q не обрабатывает VLAN-ы, но способно коммутировать кадры, сформированные по этому стандарту)
- размер служебного заголовка составляет 30 байтов (в сравнении с 4 байтами оверхеда у IEEE 802.1Q)